# Milena Gerassi
Milena Gerassi (São Paulo, 16 de junho de 2009) é uma atriz transgênero que fez sua estreia no filme Avenida Beira-Mar em que vive a personagem Mika, uma garota trans que tem sua vida atravessada pela chegada de uma nova garota no bairro (Rebeca) ao mesmo tempo em que lida com o preconceito dos seus pais e vizinhos por não aceitação da sua transição.

## Biografia
Milena Gerassi nascida Eros Gerassi em São Paulo, 2009, filha de Andrea Gerassi, é uma atriz trans que fez sua estreia no cinema no filme Avenida Beira Mar, ao lado de Andrea Beltrão, Milena Pinheiro, Analu Prestes, Emiliano Queiroz e Isabel Teixeira em que conta a história de Mika uma menina trans que luta contra o preconceito da vizinhança e dos seus pais e da chegada de Rebeca da qual luta contra a solidão e isolamento social mas que cria uma amizade de luta e resistência com Mika.
Milena diz que se reconheceu como uma garota trans aos seus nove anos de idade e diz que "que foi da noite para o dia", mas que ao contrário da sociedade foi naturalmente e rapidamente acolhida por sua família nesse processo.
Ela diz que sobre interpretar a Mika "É um privilégio poder estar lá representando e mostrando essa lindeza que é a nossa liberdade. É muito lindo poder assistir a uma história parecida com a nossa. A Mika está lá para mostrar a realidade".
Atualmente ela estuda atuação, cinema e teatro e diz que se sente a cada dia mais apaixonada pela atuação e que deseja continuar a lutar pra trazer mais pessoas trans para ocupar ainda mais os espaços no cinema e em todos os espaços audiovisuais.
Em 2018 a escritora e mãe de Milena, Andrea Gerassi lançou um livro em que conta como foi todo o processo de descoberta e processo vivido por elas.